# Francisco Peris Mencheta
Francisco Peris Mencheta (València, 29 de gener de 1844 - Barcelona, 23 d'agost de 1916) fou un polític i periodista valencià, considerat el precursor del reporterisme i fundador de la primera agència de notícies espanyola.

## Biografia
Procedia d'una família humil originària de Sueca que es dedicava a la fabricació de ciris, començà a treballar en la pedrera i es formà de manera autodidacta. Durant la revolució de 1868 fundà els setmanaris bilingües La Chicharra i L'Imparsial Suecà. Participà en la insurrecció dels milicians de 1869 i el 1872 començà a treballar en el que seria El Mercantil Valenciano. Republicà declarat, entre 1872 i 1875 fundà El Cosmopolita i El Cantón Valenciano, que donaria suport a la insurrecció cantonalista. Després del cop d'estat del general Pavía funda el Diario de Valencia.
El 1875 és contractat per Teodor Llorente i Olivares per a fer de corresponsal a la Tercera Guerra Carlina pel diari Las Provincias. Les seues cròniques de guerra del Maestrat li van permetre ser contractat per La Correspondencia de España, dirigit aleshores per Manuel María de Santa Ana, i es traslladà a Madrid, on farà cròniques sobre informació política i ministerial, i finalment va cobrir els viatges dels reis Alfons XII i Alfons XIII. També fou enviat a escriure sobre la inauguració del Canal de Panamà.
El 1877 es va casar amb Dolors Guix, filla d'un dels impressors valencians més importants. El 1882 va fundar La Correspondencia de Valencia, i el 1888 El Noticiero Universal de Barcelona i El Noticiero Sevillano. Finalment, el 1883 va fundar l'Agència Telegràfica Mencheta, primera agència de notícies fundada a Espanya.
Les seues amistats polítiques i la seua popularitat li possibilitaren ser elegit diputat a les eleccions generals espanyoles de 1898, 1899, 1901 i 1910 pel districte de Sueca com a candidat independent, senador independent per la província de València el 1907, i senador vitalici el 1914. Durant el seu mandat va promoure la construcció dels mercats de Sueca i Cullera i la granja arrossera de Sueca.
Va rebre, entre altres condecoracions, la Gran Creu d'Isabel la Catòlica, la Gran Creu de Carles III i la Legió d'Honor francesa.

## Obres
- Refutación al folleto Trece días de sitio o Los sucesos de Valencia (1874)
- De Madrid a Panamá (1886)